# Dynamine mediofasciata
Dynamine mediofasciata är en fjärilsart som beskrevs av Talbot 1932. Dynamine mediofasciata ingår i släktet Dynamine och familjen praktfjärilar. Inga underarter finns listade i Catalogue of Life.